# Fred Jones Jr. Museum of Art

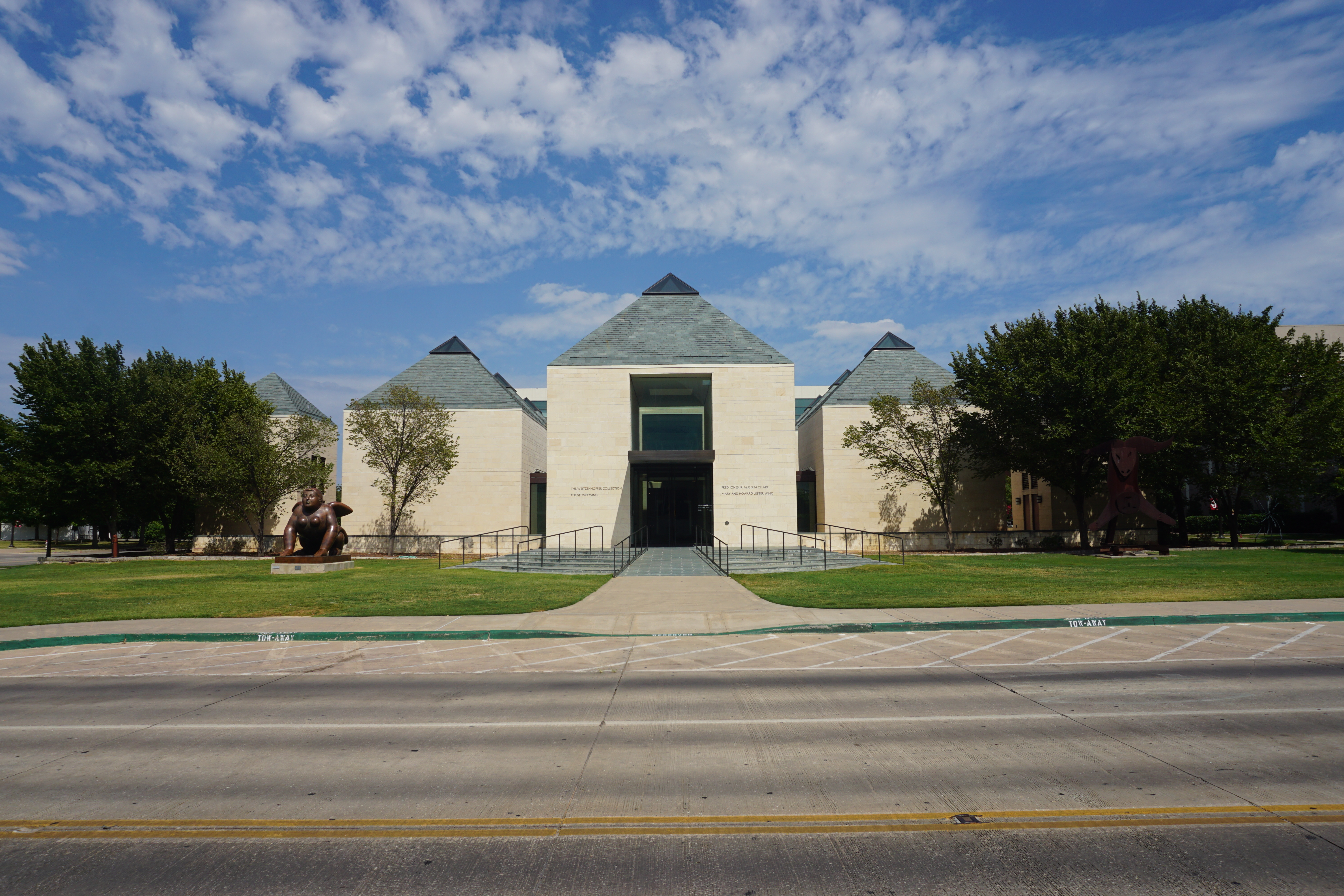
Außenansicht des Fred Jones Jr. Museum of Art

Das Fred Jones Jr. Museum of Art ist das Kunstmuseum der University of Oklahoma in Norman im US-Bundesstaat Oklahoma. Es wurde 1936 als Oklahoma University Museum of Art begründet und umfasst mehr als 20.000 Sammlungsobjekte. Schwerpunkte der Sammlung sind Kunst und Kunsthandwerk der indigenen Völker Amerikas, insbesondere der Native Americans und Werke des französischen Impressionismus. Darüber hinaus gibt es Sammlungsbereiche mit Kunst aus Asien, zeitgenössischer Kunst und Werken der Fotografie.

## Geschichte und Bauten
Treibende Kraft bei der Gründung des Museums war der aus Schweden stammende Maler Oscar Brousse Jacobsen. Er leitete seit 1915 als Direktor die Kunstschule der University of Oklahoma, an der er auch unterrichtete. Zudem begann er seit den 1920er Jahren erste Kunstwerke zu sammeln. 1936 erhielt die Universität als Stiftung eine Sammlung mit asiatischer Kunst. Daraufhin wurde im selben Jahr das Oklahoma University Museum of Art gegründet. Es befand sich zunächst in den Räumen eines ehemaligen Bibliotheksgebäudes auf dem Campus der Universität, das heute zu Ehren des Museumsgründers als Jacobson Hall bezeichnet wird. Beim Ausbau der Sammlungen legte Jacobsen besondere Aufmerksamkeit auf zeitgenössische Kunst der Native Americans.
1971 stiftete der Geschäftsmann Fred Jones zusammen mit seiner Frau ein neues Museumsgebäude. Das nach Plänen der in Oklahoma City ansässigen Architekturfirma Howard and Samis entworfene Gebäude wurde auf dem Gelände der Universität an der Ecke Parrington Oval / W. Boyd Street errichtet. Es erhielt die neue Bezeichnung Fred Jones Jr. Memorial Art Center, benannt nach dem Sohn der Stifter. Er war ein ehemaliger Student der Universität, der 1950 bei einem Flugzeugabsturz ums Leben kam. Das Museum trägt seit 1992 den geänderten Namen Fred Jones Jr. Museum of Art. Für die stetig wachsende Sammlung wurde 2005 der neue Gebäudeteil Lester Wing nach Plänen des Architekten Hugh Newell Jacobsen errichtet, 2011 folgte als Verbindung zwischen den bestehenden Bauten der Stuart Wing nach Plänen von Rand Elliott. Der Haupteingang befindet sich heute im Lester Wing an der Elm Avenue. In den Außenanlagen wurden einzelne Skulpturen aufgestellt, darunter ein Bronzefigur Sphinx des kolumbianischen Künstlers Fernando Botero und die Bronzearbeit Two Figures der Engländerin Barbara Hepworth.

## Sammlungen
Das Museum verfügt über umfangreiche Sammlungen, die vor allem aus Schenkungen von unterschiedlichen Stiftern stammen. Die persönlichen Interessen der Stifter bestimmen somit wesentlich die Zusammensetzung und Schwerpunkte der Sammlung.

### Asiatische Kunst
Die Abteilung für asiatische Kunst besteht seit Eröffnung des Museums. 1936 schenkten die aus Ponca City stammenden Louis Hanies Wentz und Richard Gorden Matzene dem Museum eine 758 Objekte umfassende Sammlung mit Gandhara-Skulpturen, persisches Miniaturmalerei, Kunst aus Nepal und Tibet, chinesischer Keramik, Bronzen und Malerei. Der Fotograf Matzene hatte mehrfach Asien bereist, der Unternehmer Wentz diese Aufenthalte finanziert.

### Ikonen
Der Bestand an Ikonen im Museum ist ein Geschenk von George C. McGhee und seiner Frau Cecilia DeGoyler McGhee. Er war 1933 Absolvent der University of Oklahoma und später US-Botschafter in der Türkei und der Bundesrepublik Deutschland. Zur Sammlung gehören Ikonen aus der Zeit vom 16. bis zum 19. Jahrhundert aus dem heutigen Gebiet von Griechenland, Russland, Rumänien und der Türkei.

### Westeuropäische Kunst
Kunst aus Westeuropa aus der Zeit vor dem 19. Jahrhundert ist im Museum nur im geringen Umfang vertreten. Bedeutend ist hier die Stiftung des Kunsthistoriker Creight E. Gilbert, der dem Museum 2005 seine Sammlung mit 272 Arbeiten auf Papier aus der Zeit vom 14. bis zum 20. Jahrhundert überließ. Den Schwerpunkt dieser Stiftung bilden Drucke und Zeichnungen der Renaissance und des Barock. Hierzu gehört beispielsweise die Radierung Der heilige Hieronymus im dunklen Zimmer von Rembrandt van Rijn. Daneben gibt es im Museum einzelne Beispiele der Barockmalerei wie ein dem Italiener Luca Giordano zugeschriebes Abendmahl und die Darstellung Perseus und Andromeda des flämischen Malers Hendrick de Clerck.

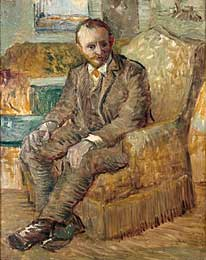
Vincent van Gogh: Porträt Alexander Reid

Schwerpunkt der Sammlung westeuropäischer Kunst ist die im Jahr 2000 erfolgte Stiftung der Aaron M. and Clara Weitzenhoffer Collection. Sie umfasst vor allem Werke französischer Künstler des ausgehenden 19. Jahrhunderts und vom Beginn des 20. Jahrhunderts. Zu den wichtigen Exponaten dieser Stiftung gehören die Landschaftsbilder Le Repos du Vacher au Pied des Fraîches Collines von Jean-Baptiste-Camille Corot, La Berge à Lavacourt von Claude Monet, Wintertag von Paul Gauguin, Küstenszene von Paul Signac, Rue en Banlieue von Henri Rousseau, La Seine à Chatou von Maurice de Vlaminck, Bouleaux à l’Etang-la-Ville von Édouard Vuillard und La Plage de Sainte-Adresse von Raoul Dufy. Zu sehen sind weiterhin Stillleben wie Roses und Chrysanthemums von Pierre-Auguste Renoir, Nature morte von Armand Guillaumin, Fleurs von Maurice Utrillo und Nature morte à la théière von Pierre Bonnard. Hinzu kommen die bäuerliche Szene Bergère rentrat des moutons und der Obstgarten Pommiers dans le pre a Eragny von Camille Pissarro, das Motiv einer Pferderennbahn Paddock von Raoul Dufy, die Porträts Alexander Reid von Vincent van Gogh, Coco von Pierre-Auguste Renoir und das Porträt eines Mädchens von Henri de Toulouse-Lautrec. Die Gemälde der Stiftung Weitzenhoffer werden gemeinsam mit Kunsthandwerk wie Möbeln, Porzellanen und Silberarbeiten ausgestellt, die ebenfalls aus dieser Sammlung stammen. Darüber hinaus stiftete Frau Weitzenhoffer die Pastellbilder Danseuse à la barre von Edgar Degas, La Loge von Jean-Louis Forain, Les Oeillets von Odilon Redon, Madame Hessel et Lulu dans la salle à manger des Clayes von Édouard Vuillard, das Aquarell Personnages sur la Plage, Trouville von Eugène Boudin oder die Gouache Nackte mit Schwan von Camille Pissarro.

### Kunst aus Nord- und Südamerika
In der Abteilung Art of the Americas finden sich umfangreiche Bestände von Kunst und Kunsthandwerk aus Nord- und Südamerika. Die ältesten Objekte datieren aus präkolumbianischer Zeit, beispielsweise von der Kultur der Olmeken. Andere Exponate stammen von den Inka, Maya und Nazca. Gezeigt werden vor allen Keramiken, Steinskulpturen und Goldschmuck. Später entstanden sind Arbeiten der Volkskunst wie Holzmasken und Schnitzarbeiten aus Mexiko, Keramikarbeiten der Shipibo-Conibo aus Peru, Korbwaren der Wounaan aus Panama und Textilkunst der Huicholen aus Mexiko.
Besonders umfangreich ist die Abteilung mit Kunst und Kunsthandwerk der indigenen Völker aus dem Gebiet der Vereinigten Staaten (Native Americans/Indianer). Hier gibt es meist aus dem 20. Jahrhundert stammende Textilarbeiten, Schmuck, Keramiken und Malerei von unterschiedlichen Stämmen wie den Shawnee aus Oklahoma bis zu den Navajo, Hopi und Zuñi in Arizona und New Mexico. Aus Kanada stammen Arbeiten von Künstlern der First Nations und Inuit. Diese Gemälde, Drucke und Skulpturen sind meist nach 1960 entstanden. Zu den bekanntesten Künstlern gehören hier Norval Morriseau und Jane Ash Poitras.

### Kunst der Vereinigten Staaten
In der Sammlung mit Kunst aus den Vereinigten Staaten finden sich Werke vom 18. Jahrhundert bis zur Gegenwart. Kunst der in den Vereinigten Staaten lebenden indigenen Völker listet das Museum als Art of the Americas im Bereich der Kunst aus Nord- und Südamerika.
Noch kurz vor Gründung der Vereinigten Staaten entstand das Porträt Mrs. Jabez Bowen von John Singleton Copley, ein nach europäischem Vorbild entstandenes Bildnis der Frau eines Reeders und Politikers. Aus der zweiten Hälfte des 19. Jahrhunderts stammt die Landschaftsdarstellung Yosemite Valley von Albert Bierstadt, ein aus Deutschland stammender Maler, der sich an der Romantik der Düsseldorfer Malerschule orientierte. 1901 entstand das Pastellbildnis Sara in a Dark Bonnet Tied under Her Chin von Mary Cassatt, eine aus Philadelphia stammende Künstlerin, die sich lang in Paris aufhielt und von dort die Malerei des Impressionismus in die Vereinigten Staaten brachte. Von dieser Strömung beeinflusst sind Werke wie das Aquarell Study of Roses von Julian Alden Weir oder das Landschaftsgemälde Good Harbor Beach Gloucester von Childe Hassam.
Zu den bekanntesten Werken der Sammlung gehören zwei Arbeiten, die das Museum 1948 aus Beständen des Außenministeriums der Vereinigten Staaten erwarb. So gelangte von Edward Hopper das Aquarell House at Provincetown von 1930 ebenso in die Sammlung, wie das Blumenmotiv Cos Cob von Georgia O’Keeffe aus dem Jahr 1926. Aus demselben Jahr stammt das Landschaftsbild Road to Chimayo von John French Sloan, einem Vertreter der Künstlergruppe Ashcan School. Auch das Frauenporträt The White Cockade von Walt Kuhn von 1944 trägt realistische Züge. Hingegen zeigt das 1935 entstandene Ölbild Waterfront von Stuart Davis bereits deutliche Merkmale der Abstrakten Kunst.
Aus der zweiten Hälfte des 20. Jahrhunderts stammen beispielsweise Lithographien wie die Farbkreise Bouboules von Alexander Calder, das abstrakte Corpse and Mirror von Jasper Johns oder das Scherenmotiv Scissors as Monument von Claes Oldenburg. Hinzu kommen des geometrische Werk Pyramids von Roy Lichtenstein, die collagenartigen Arbeiten Features from Currents von Robert Rauschenberg oder das Action Painting Untitled von 1983 des Künstlers Sam Francis. Weiterhin gibt es das figürliche Bild Swimmers von Larry Rivers und ein Buchstabenmotiv Love von Robert Indiana.

### Fotografie
Bereits ein Jahr nach der Eröffnung des Museums begann der Aufbau einer Sammlung mit Fotografien. 1937 erwarb Oscar Jacobsen drei Fotos von Edward Weston, 1942 folgten zwei weitere Arbeiten dieses Fotografen. Doch erst in den 1970er Jahren begann der eigentliche Ausbau der Sammlung unter dem Museumsdirektor Sam Olkinetzky und seinem Assistenten Edwin J. Deighten, der selbst als Fotograf tätig war. In dieser Zeit konnten bedeutende Arbeiten von Berenice Abbott und W. Eugene Smith erworben werden. Hinzu kamen als Geschenk Abzüge von Arbeiten des britischen Landschaftsfotografen Michael Kenna. Mit der Sammlung von Richard und Ellen Sandor aus Chicago gelangten schließlich weitere bedeutende Fotos in die Museumssammlung. Hierzu gehören Arbeiten von Bill Brandt, Manuel Álvarez Bravo, Robert Capa, Henri Cartier-Bresson, Edward Curtis, André Kertész, Ed Paschke, James Van Der Zee und Garry Winogrand. Weitere Fotoarbeiten der Sammlung stammen von Ansel Adams, Eugène Atget, Laura Gilpin, Alfred Stieglitz oder William Wegman.